# 蘭嶼新木薑子
蘭嶼新木薑子（学名：Neolitsea villosa）为樟科新木薑子屬下的一个种。

## 扩展阅读
- 維基物種上的相關：蘭嶼新木薑子